# Королёв, Яков Сергеевич
Яков Сергеевич Королёв — крестьянин Тверской губернии, управлявший со своим братом Иваном Дмитриевичем Стуколовым Торговым домом «И. Д. Стуколов и Я. С. Королев», предприниматель.

## Биография
Открытие торгового дома «И. Д. Стуколов и Я. С. Королев» под управлением И. Д. Стуколова и Я. С. Королёва состоялось в 1909 году.
Яков Сергеевич Королёв происходил из крестьянской семьи, которая жила в Тверской губернии Новоторжского уезда. Без начального капитала он в 1892 году поступил на работу на Охтенский пороховой завод, располагавшийся в Петрограде. Изначально он был в должности конторщика, а позже рабочего в пироксилиновом отделе фабрики. В напитанной вредными газами атмосфере он делал особый материал с кислотами и промывал его в ванной, в результате получался пироксилин. А Королёв всё время интересовался вопросами, из чего и как собственно делался инструментарий для обработки пироксилина, по какой причине он делается только в Англии, а можно ли приготовить его у себя дома, в России. Внешний вид товара показывал, что он изготавливался из остатков хлопчатобумаги, которые в то время уже могли массово производиться на отечественных заводах. Благодаря большой работе он смог добиться изготовления хлопчатобумажных концов ручным способом для создания пироксилина.
После своих успехов Королёв решил построить свой завод для обрабатывания остатков хлопчатобумаги. С этой целью он поехал в Южу на предприятие Балина, предварительно взяв отпуск на заводе, где он изначально работал в роли обычного рабочего. На этом заводе, куда приехал Королёв, его родственник работал бухгалтером. Благодаря своему родственнику он познакомился с директором фабрики — П. И. Минофьевым, которого он заинтересовал своим новым проектом. По идее Минофьева Королёв обработал для оценки пробу материала для выработки пироксилина, который был отправлен для испытаний на пороховой завод в Казанск. От Лукницкого, начальника казанского завода, был отправлен хороший отзыв об изготовленном материале. Кроме того, он заявил желание использовать этот материал для обработки пироксилина, который был изготовлен на отечественных заводах.
После удачной попытки тестирования Минофьев представил Королёва купцу Матросову, который был согласен под его предводительством открыть нужный завод. Этот материал, сделанный на заводе, предполагалось отправлять Главному Артиллерийскому управлению. Для окончания испытаний по требованию генерала Филимонова было отправлено 60 пудов товара, изготовленного на новом заводе. Материал оказался очень хорошим и качественным, в результате чего Матросов получил заказ от государства. Тогда же он попросил себе в компаньоны Коровкина, имевшего капитал 30 000 рублей, начать строить специальный завод в Иваново-Вознесенске. Королёва от дел он отлучил.
Пока Королёв был отстранён от дела, этим проектом заинтересовался Любавин И. М., предложивший Королёву принять активное участие в построении такого же завода возле станции Петушки Нижегородской ж/дороги. Королёв согласился и приступил к поставленной задаче, однако уже вскоре недостроенный завод был продан. Пока это происходило, Матросов и Коровкин не осилили завод для выработки хлопчатобумажных концов, так как им не хватило ни знаний, ни денежных средств.
О таких неудачах и проваленных попытках проведал предприниматель Д. Г. Бурылин, который пригласил Королёва к себе на работу оборудовать специализированное отделение для создания хлопчатобумажных концов. Под управлением Королёва шло всё хорошо.
Когда ему стало трудно справляться со своими обязанностями из-за расширения отдела, Бурылин дал ему в компаньоны двоюродного брата Королёва Ивана Дмитриевича Стуколова. Они долгое время служили и были доверенными лицами в вышеуказанной фирме. Королёв работал 16 лет, Стуколов — 8.
После такого успеха братьям предложили примкнуть к аналогичному заводу, хозяином которого был Н. Н. Глухов. Они согласились и начали реализовывать дело. Был учреждён Торговый дом «И. Д. Стуколов и Ко», членами которого были: Стуколов и Королёв, Хреном и Гурьян (вкладчики), Глухов. Через два года, заработав достаточно денег, Глухов, Хренов и Гурьян решили уйти из дела, а компания была переименована в «И. Д. Стуколов и Я. С. Королев».
Во время заведования предприятием германского подданного П. И. Пикоса 28 января 1913 года произошёл взрыв варочного котла, который повлёк за собой разрушение 2-этажного здания; было большое количество человеческих жертв, поэтому производство было временно прекращено. Однако уже в скором времени Торговый дом восстановили и он, как и раньше, продолжал работу. Из-за войны предприятие оказалось очень важным и необходимым.
Максимально зафиксированная сумма оборота денег в год с продажи Торговым домом «И. Д. Стуколов и Я. С. Королев» — 3 миллиона рублей.
Дальнейшую судьбу Королёва Якова Сергеевича проследить невозможно, как и что стало с его фабрикой.